# British Academy Film Award/Rising Star Award

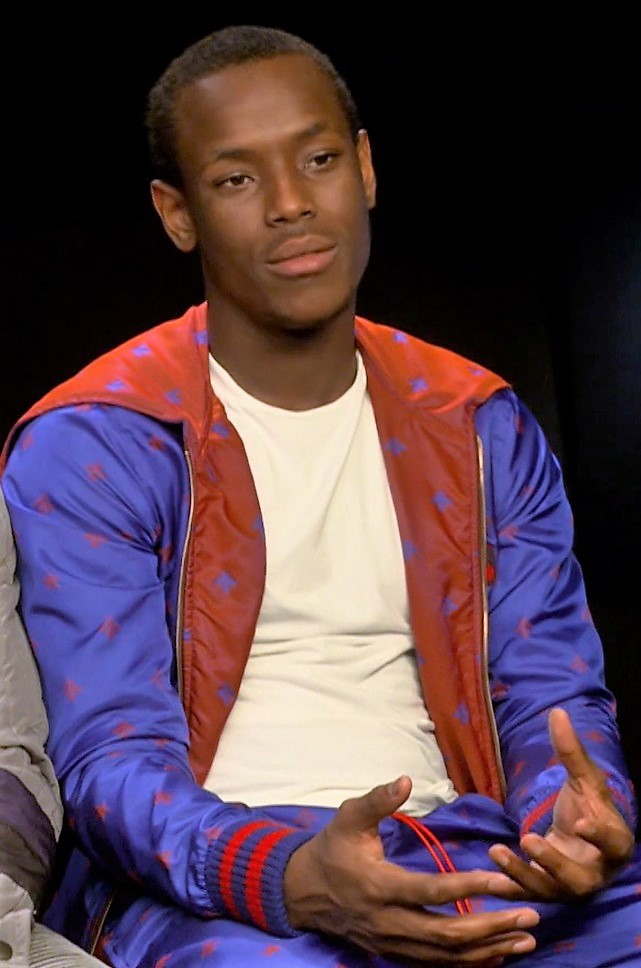
Preisträger 2020: Micheal Ward

Der Rising Star Award (dt.: „Aufgehender-Stern-Preis“; seit 2013 offiziell EE Rising Star Award, 2011–2012 Orange Wednesdays Rising Star Award, früher Orange Rising Star Award) ist der einzige Publikumspreis, der im Rahmen der British Academy Film Awards (BAFTA Awards) vergeben wird. Die 2006 vom Telekommunikationsunternehmen Orange gesponserte Auszeichnung wird in Erinnerung an die britische Casting-Regisseurin Mary Selway (1936–2004) an internationale Nachwuchsdarsteller verliehen. Sie ersetzte den bis dahin ausgelobten Orange-Publikumspreis für den besten Film des zurückliegenden Kinojahres. Bereits von 1953 bis 1985 war eine solche Kategorie (Most Promising Newcomer to Leading Film Roles bzw. Most Outstanding Newcomer to Film) bei den BAFTA Awards ausgelobt. Seit 2013 fungiert die Orange-Schwestergesellschaft EE als Sponsor.
Nominierte Schauspieler sind in der Regel bereits mehrere Jahre im Filmgeschäft tätig, zwischen 18 und 32 Jahre alt und dem britischen Filmpublikum bekannt. Nur in Ausnahmefällen soll der Rising Star Award an einen Filmdebütanten vergeben werden. Die Ehrung von Kinderdarstellern ist nicht vorgesehen.
Darsteller werden von BAFTA-Mitgliedern und Vertretern der Filmindustrie vorschlagen. Die Schauspieler sollten bereits in mehreren Filmen aufgetreten sein, von denen mindestens einer im zurückliegenden Kalenderjahr oder vor der BAFTA-Verleihung (Januar/Februar) veröffentlicht wurde. Die Namen wurden in der Vergangenheit auf einer sogenannten „Longlist“ gesammelt und durch eine Jury in einer geheimen Wahl auf fünf nominierte Darsteller reduziert. Die Jury besteht jährlich aus bis zu 13 Mitgliedern – Schauspielern, Casting-Regisseuren, Filmproduzenten, Medienvertretern, BAFTA-Filmkomitee-Mitgliedern und i. d. R. dem jeweils letztjährigen Gewinner. Über die nominierten Schauspieler, die noch vor den regulären Filmpreis-Nominierungen bekanntgegeben werden, stimmt das Publikum via Internet-Voting (früher auch via SMS) ab. Der Nominierte mit den meisten Stimmen wird im Rahmen der BAFTA-Verleihung mit dem Rising Star Award, einer speziell gefertigten BAFTA-Maske, geehrt.
Bei der Verleihung im Jahr 2011 wurde kurzfristig der Abstimmungsmodus verändert. Vorschlagsberechtigt waren Schauspieler, die im vergangenen Kalenderjahr in einem in Großbritannien veröffentlichten Kinofilm zu sehen waren. Die Jury (u. a. bestehend aus Tom Ford, Peter Sarsgaard, Natasha McElhone und Mike Newell, unter Vorsitz der Filmproduzentin Finola Dwyer) wählte im Voraus acht Darsteller aus, die in einer Publikumswahl von den Kunden des Handy-Bezahldienstes Orange Wednesday auf fünf Nominierte reduziert wurden, über die dann öffentlich abgestimmt wurde. 2012 waren auf der Longlist zehn Darsteller verzeichnet.
Bisher am häufigsten ausgezeichnet wurden britische Nachwuchsdarsteller (14 Siege), gefolgt von ihren Kollegen aus den Vereinigten Staaten (2 Siege) und Frankreich (1). 2009 konkurrierte der deutsch-irische Schauspieler Michael Fassbender um die Auszeichnung.

## Gewinner und Nominierte

### 2000er-Jahre
2006
James McAvoy (Großbritannien)
- Chiwetel Ejiofor (Großbritannien)
- Gael García Bernal (Mexiko)
- Rachel McAdams (USA)
- Michelle Williams (USA)

2007
Eva Green (Frankreich)
- Emily Blunt (Großbritannien)
- Naomie Harris (Großbritannien)
- Cillian Murphy (Irland)
- Ben Whishaw (Großbritannien)

2008
Shia LaBeouf (USA)
- Sienna Miller (Großbritannien)
- Elliot Page (USA)
- Sam Riley (Großbritannien)
- Tang Wei (China)

2009
Noel Clarke (Großbritannien)
- Michael Cera (Kanada)
- Michael Fassbender (Deutschland/Irland)
- Rebecca Hall (Großbritannien)
- Toby Kebbell (Großbritannien)

### 2010er-Jahre
2010
Kristen Stewart (USA)
- Jesse Eisenberg (USA)
- Nicholas Hoult (Großbritannien)
- Carey Mulligan (Großbritannien)
- Tahar Rahim (Frankreich)

2011
Tom Hardy (Großbritannien)
- Gemma Arterton (Großbritannien)
- Andrew Garfield (Großbritannien/USA)
- Aaron Johnson (Großbritannien)
- Emma Stone (USA)

2012
Adam Deacon (Großbritannien)
- Chris Hemsworth (Australien)
- Tom Hiddleston (Großbritannien)
- Chris O’Dowd (Irland)
- Eddie Redmayne (Großbritannien)

2013
Juno Temple (Großbritannien)
- Elizabeth Olsen (USA)
- Andrea Riseborough (Großbritannien)
- Suraj Sharma (Indien)
- Alicia Vikander (Schweden)

2014
Will Poulter (Großbritannien)
- Dane DeHaan (USA)
- Lupita Nyong’o (Kenia)
- George MacKay (Großbritannien)
- Léa Seydoux (Frankreich)

2015
Jack O’Connell (Großbritannien)
- Gugu Mbatha-Raw (Großbritannien)
- Margot Robbie (Australien)
- Miles Teller (USA)
- Shailene Woodley (USA)

2016
John Boyega (Großbritannien)
- Taron Egerton (Großbritannien)
- Dakota Johnson (USA)
- Brie Larson (USA)
- Bel Powley (Großbritannien)

2017
Tom Holland (Großbritannien)
- Laia Costa (Spanien)
- Lucas Hedges (USA)
- Ruth Negga (Äthiopien/Irland)
- Anya Taylor-Joy (Argentinien/Großbritannien)

2018
Daniel Kaluuya (Großbritannien)
- Timothée Chalamet (USA)
- Josh O’Connor (Großbritannien)
- Florence Pugh (Großbritannien)
- Tessa Thompson (USA)

2019
Letitia Wright (Großbritannien)
- Jessie Buckley (Irland)
- Cynthia Erivo (Großbritannien)
- Barry Keoghan (Irland)
- Lakeith Stanfield (USA)

### 2020er-Jahre
2020
Micheal Ward (Großbritannien)
- Awkwafina (USA)
- Kaitlyn Dever (USA)
- Kelvin Harrison Jr. (USA)
- Jack Lowden (Großbritannien)

2021
Bukky Bakray (Großbritannien)
- Conrad Khan (Großbritannien)
- Kingsley Ben-Adir (Großbritannien)
- Morfydd Clark (Großbritannien)
- Ṣọpẹ́ Dìrísù (Großbritannien)

2022
Lashana Lynch (Großbritannien)
- Ariana DeBose (USA)
- Harris Dickinson (Großbritannien)
- Millicent Simmonds (USA)
- Kodi Smit-McPhee (Australien)

2023
Emma Mackey (Großbritannien/Frankreich)
- Naomi Ackie (Großbritannien)
- Sheila Atim (Großbritannien)
- Daryl McCormack (Irland)
- Aimee Lou Wood (Großbritannien)

2024
Mia McKenna-Bruce (Großbritannien)
- Phoebe Dynevor (Großbritannien)
- Ayo Edebiri (USA)
- Jacob Elordi (Australien)
- Sophie Wilde (Australien)

2025
David Jonsson (Großbritannien)
- Marisa Abela (Großbritannien)
- Jharrel Jerome (USA)
- Mikey Madison (USA)
- Nabhaan Rizwan (Großbritannien)